# Edmond Jabès
Edmond Jabès (El Cairo, 14 de abril de 1912 - París, 2 de enero de 1991) fue un escritor y poeta francés. De origen egipcio y familia judía, Jabès se convirtió en una de las más famosas figuras literarias en lengua francesa después de la Segunda Guerra Mundial. La obra que realizó cuando vivió en Francia a finales de la década de 1950 hasta su muerte en 1991 es muy original en forma y amplitud.

## Biografía
Hijo de una familia judía italiana, nació en Egipto, donde recibió una educación colonial francesa clásica. Comenzó publicando en francés a una temprana edad mientras mantenía correspondencia con el poeta francés Max Jacob. Se le hizo Caballero de la Legión de Honor en 1952 por sus logros literarios. 
Cuando Egipto expulsó a su población judía en 1956, Jabès voló a París, que ya había visitado por primera vez en la década de 1930. Allí, retomó su vieja amistad con los surrealistas, aunque nunca fue formalmente miembro de ese grupo. Se convirtió en ciudadano francés en 1967, el mismo año en el cual se le concedió el honor de ser uno de los cuatro escritores franceses (junto con Sartre, Albert Camus y Levi-Strauss) que presentaron sus trabajos en la Exposición Mundial de Montreal. Por otro lado, se le otorgó el Premio de la Crítica en 1972 y una designación como oficial en la Legión de Honor en 1986.

## Obra
Jabès es bien recordado por sus libros de poesía, a menudo publicados en ciclos multivolumen. En ellos se pueden observar numerosas referencias al misticismo judío y la kabbalah.
Una de sus obras más importantes es El Libro de las preguntas (1963-1973), que le consagró como un escritor reconocido. A este ciclo de siete tomos, le ha segudio Le Livre des ressemblances (1976-1980) y el Livre des marges. Su libro final es Livre de l'Hospitalité, aparecido póstumamente en 1991. 
Su trabajo ha marcado indeleblemente el pensamiento de autores como Maurice Blanchot y Jacques Derrida.

## Traducciones
- El pequeño libro de la subversión fuera de sospecha. Madrid: Trotta. 2008. ISBN 978-84-8164-961-1.
- Del desierto al libro. Entrevista con Marcel Cohen. Madrid: Trotta. 2000. ISBN 978-84-8164-415-9.

- El Umbral La Arena. Traducción: Julia Escobar. Castellón: Ellago. 2005. ISBN 978-84-95881-59-5.

- Un extranjero con, bajo el brazo, un libro de pequeño formato, Galaxia Gutenberg, 2002.
- El libro de las preguntas, Siruela, 2006.
- El libro de las semejanzas, Alfaguara, 2001.
- El libro de los márgenes, I-III, Arena, 2004-2006.
- Del desierto al libro, Trotta, 2000, entrevista con Marcel Cohen.
- El desierto / le desert. Traducción de Coral Sampedro al cuidado de José Ángel Valente. Concepto gráfico de Nieves Agraz y Javier Carmona. Ediciones jábega 1999.

## Sobre su obra
- Jacques Derrida, L'écriture et la différence, Le Seuil, 1967.
- Maurice Blanchot, L'Amitié, Gallimard, 1971.
- Joseph Guglielmi, La Ressemblance impossible, Edmond Jabès, E.F.R / Messidor, 1977.
- Gabriel Bounoure, Edmond Jabès, La demeure et le livre, Fata Morgana, 1985.
- Didier Cahen, Edmond Jabès, Belfond, 1991.
- Daniel Lançon, Jabès l'Egyptien, Jean-Michel Place, 1998.
- Steven Jaron, ed., Portrait(s) d'Edmond Jabès, Bibilothèque nationale de France, 1999
- Eric Benoit, Ecrire le cri : Le Livre des Questions d'Edmond Jabès, Presses Universitaires de Bordeaux, 2000.
- Geoffrey Obin L'autre Jabès, Une Lecture de l'altérité dans le cycle Le Livre des questions, Presses universitaires de Franche-Comté, 2002.
- Didier Cahen, Edmond Jabès, Seghers/Laffont, 2007
- Catherine Mayaux, Daniel Lançon, eds., Edmond Jabès : l'éclosion des énigmes, Presses Universitaires de Vincennes, 2008.
- Enrico Lucca, La scrittura in esilio. Ermeneutica e poetica in Edmond Jabès, LED, 2011.
- Sergio Andrés Salgado Pabón, Edmond Jabès y el diálogo infinito, Universidad Santo Tomás, 2020. Prólogo de Julia Escobar. Incluye la traducción al español de cinco cartas de Max Jacob dirigidas a Edmond Jabès.